# BNC-connector

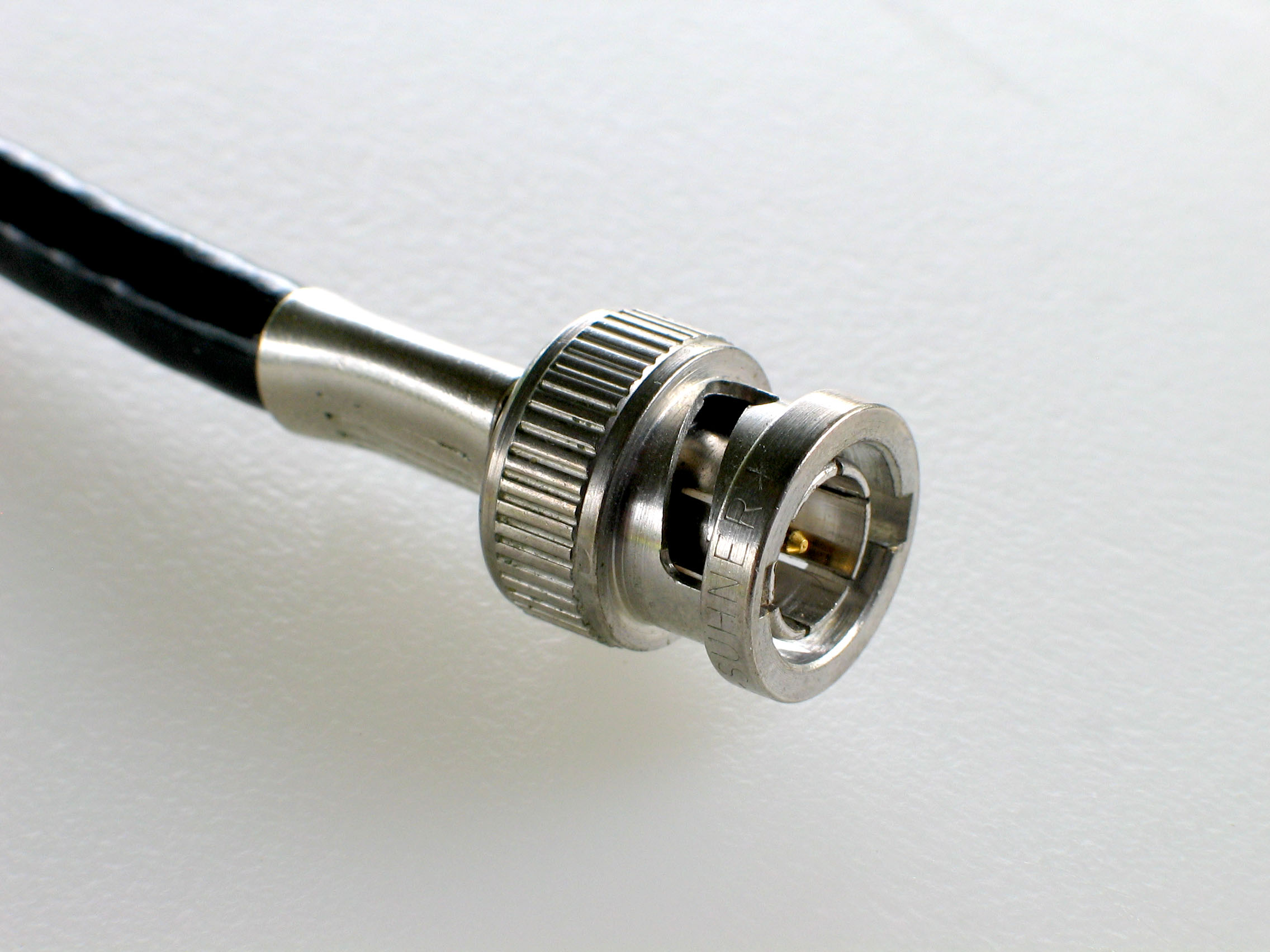
BNC-connector

Een BNC-connector (voluit Bayonet-Neill-Concelman-connector) is een veelgebruikt stekkersysteem in coaxiale kabelsystemen. De BNC-connector is vernoemd naar de twee ontwikkelaars, Paul Neill en Carl Concelman. De BNC heeft een bajonetsluiting (draaisysteem) waardoor er aan de mannelijke kant een pin nodig is die zich vasthecht aan de vrouwelijke kant met behulp van een veer. Dit voorkomt dat de twee delen loskomen. Ondanks zijn officiële naam werd de BNC-connector ook Baby N-connector, Britse marine-connector en Bayonet Nut-connector genoemd.

## Gebruik
Sinds zijn ontwikkeling heeft de BNC-connector een groot toepassingsgebied gekend. Aanvankelijk werd het ontwikkeld voor de verwerking van analoge en serial digital interface-transmissies van video. Deze SDI-videotransmissies zijn meestal niet-geëncrypteerde en niet-gecomprimeerde digitale videosignalen die zich bevinden in toepassingen met televisie. Nieuwe BNC-connectoren zijn ontwikkeld die ook SDI-HD ondersteunen. Hoewel dit geen hoofddoel is, kan een BNC-connector ook gebruikt worden voor transmissie van audio.
Vandaag de dag zijn er een reeks praktische toepassingen waar een BNC-connector gebruikt wordt. Hoewel de BNC-connector aan het verouderen is, heeft veel apparatuur nog steeds de mogelijkheid om een BNC-connector aan te sluiten. Een paar van deze hedendaagse toepassingen zijn:
- elektronische testapparatuur (bijvoorbeeld een oscilloscoop)
- luchtvaartapparatuur
- antenne-aansluitingen

Toen het internet voor het eerst werd ontwikkeld, werd de BNC-connector samen met ethernet-netwerken gebruikt. Coaxkabels werden nog steeds gebruikt waardoor de BNC-connector ideaal was om de hoeveelheid data over te dragen. Toen ethernet-netwerken begonnen te evolueren werd er minder coax gebruikt. Doordat de BNC-connector in combinatie met coaxkabel gebruikt wordt, zal de BNC-connector met ethernet-netwerken minder gunstig worden. De BNC-netwerkstandaard was 10 Mb/s (10BASE-2).

## Prestaties
Er zijn twee soorten BNC-connectoren op de markt. De eerste heeft een impedantie van 50 ohm. De 50 ohm-connector kan frequenties tot 4 GHz overdragen. De tweede, een 75 ohm-connector kan frequenties tot 2 GHz overdragen.  De BNC HD-connector van het merk Coax Connectors kan een frequentie tot 12 GHz (4K) overdragen.

## Compatibiliteit
De 50 en 75 ohm-BNC-connectoren worden vaak door elkaar heen gebruikt. Dit leidt in de praktijk tot weinig problemen. 50 ohm-BNC-connectoren hebben een pen met stompe punt en zijn voorzien van een witte laag plastic (diëlektricum), 75 ohm-BNC-connectoren hebben een pen met scherpe punt die achteraan even dik is als de 50 ohm-versie en missen de witte laag. De composietvideo-uitgang (75 ohm) van veel videoapparatuur is voorzien van een 50 ohm-BNC-chassisdeel, waarschijnlijk omdat deze goedkoper is. 50 ohm-BNC-eindpunten (terminators) kunnen ook worden gebruikt op 75 ohm-kabel met verloopstekkers ethernet te bewerkstelligen (10BASE-2).

## Varianten
Een versie met twee pennen staat bekend als een twinax-connector. Vergelijkbaar is de triax-connector, die in plaats van een extra pen een extra scherm heeft.